# WWE Armageddon
WWE Armageddon fue un evento anual de pago por visión (PPV) producido por la empresa de lucha libre profesional WWE en el mes de diciembre. Armageddon fue incorporado a la programación de PPVs de la WWE en el año 1999, el cual reemplazó al evento Capital Carnage. El evento previo, ya había sustituido a la línea de eventos llamados WWF In Your House, los cuales desaparecieron en el año 1999. El nombre del evento fue inspirado en el fin del siglo XX, siendo en efecto, el evento Armageddon el último del siglo.
Armageddon se celebró anualmente desde 1999 en el mes de diciembre, hasta su último evento en el año 2008, en donde fue remplazado por el nuevo evento nombrado TLC: Tables, Ladders & Chairs, el cual contenía la temática de luchas de mesas (Tables Match), escaleras (Ladder Match) y sillas (Chairs Match). Desde su realización desde 1999 hasta 2008, solo tuvo una ausencia en el 2001, donde fue remplazado solo ese año por el evento Vengeance, que dicho evento significaría el fin de la Invasión. Sin embargo, el inicio de este evento fue originado por un segmento hecho por el luchador The Undertaker, quien afirmó "Lo que solía ser conocido como SummerSlam, es ahora conocido como el Armagedón", dicho semanas antes del evento SummerSlam 1999. 
Debido a la Extensión de Bandos de la WWE debido a la suma de luchadores de la World Championship Wrestling y de la Extreme Championship Wrestling, Armageddon se convirtió en un evento exclusivo de la marca Raw, desde 1999 hasta 2003. Desde 2004 hasta 2006, fue exclusivo de SmackDown. Desde 2007 el evento junto a los demás eventos de la WWE, dejarían de ser exclusivos de una marca para abarcar luchas de todas las marcas.

## Ediciones

### 1999
Armageddon 1999 tuvo lugar el 12 de diciembre de 1999, desde el National Car Rental Center en el Sunrise en Florida. Fue el último evento pago por visión del año, del siglo XX y del milenio. Su lema fue "El Final está Aquí" ("The End is Here").El tema oficial del evento fue "Pursuit" por Paul Phillip Harris.

#### Resultados
- Sunday Night Heat match: Al Snow derrotó a Test.
  - Snow cubrió a Test.
- The Acolytes (Bradshaw & Farooq) ganaron una Tag Team Battle Royal (10:54).
  - También participaron: The Godfather & Mark Henry (c/The Hos), The Headbangers (Mosh & Trasher), Edge & Christian, The Hardy Boyz (Matt & Jeff), The Dudley Boyz (Bubba Ray & D-Von), The Mean Street Posse (Pete Gas & Rodney) y Too Much (Brian Cristopher & Scott Taylor).
  - Farooq eliminó a Jeff Hardy ganando una oportunidad por el Campeonato Mundial en Parejas de la WWF en Royal Rumble.
- Kurt Angle derrotó a Steve Blackman (6:56).
  - Angle cubrió a Blackman después de un "Bridging Belly To Back Suplex".
  - Después de la lucha, Blackman atacó a Angle.
- Miss Kitty derrotó a Ivory, Jacqueline y B.B. (con The Fabulous Moolah y Mae Young como árbitros especiales) en un Four Corners Evening Gown Pool Elimination match ganando el Campeonato Femenino de la WWF (2:45).
  - Miss Kitty, Ivory y B.B eliminaron a Jacqueline.
  - Miss Kitty y Ivory eliminaron a B.B
  - Miss Kitty eliminó a Ivory.
  - Después de la lucha, Kitty se quitó el brasier y Mae Young intento quitarse la ropa pero Sgt. Slaughter la detuvo.
- The Holly Cousins (Hardcore & Crash) derrotaron a Rikishi Phatu & Viscera (4:32). 
  - Hardcore cubrió a Rikishi después un "Spinning Heel Kick" de Víscera.
  - Después de la lucha, Viscera y Rikishi se atacaron mutuamente hasta que fueron detenidos por los árbitros.
- Val Venis derrotó a The British Bulldog y a D'Lo Brown ganando el Campeonato Europeo de la WWF (8:20). 
  - Venis cubrió a Bulldog después un "Money Shot".
  - Antes de la lucha, el árbitro Theodore Long expulsó al Mean Street Posse del ringside.
- Kane derrotó a X-Pac en un Steel Cage Match (8:12). 
  - Kane cubrió a X-Pac después de una "Tombstone Piledriver".
  - Kane solo podía ganar por cuenta de 3.
  - Durante la lucha, The New Age Outlaws intervinieron a favor de X-Pac mientras Tori intervino a favor de Kane pero está última recibió una "X-Factor" de X-Pac.
- Chris Jericho derrotó a Chyna (con Miss Kitty) ganando el Campeonato Intercontinental de la WWF (10:17). 
  - Jericho forzó a Chyna a rendirse con un "Walls of Jericho".
  - Durante la lucha, Miss Kittie intervino a favor de Chyna.
  - Después de la lucha, Chyna le dio a Jericho la mano en señal de respeto tras bambalinas.
- The Rock 'n' Sock Connection (The Rock & Mankind) derrotaron a los Campeones en Parejas The NAO (Mr. Ass & Road Dogg) por descalificación (16:28).
  - NAO fueron descalificados después de que Al Snow interfiriera.
  - Como consecuencia de esto, NAO retuvo los títulos.
  - Después del combate, The Rock le aplicó un Rock Bottom a Road Dogg y otro a Al Snow más un People's Elbow.
- The Big Show derrotó al Campeón Violento de la WWF The Big Bossman (con Prince Albert) reteniendo el Campeonato de la WWF    (03:16)
  - Big Show cubrió a Boss Man después de una "Chokeslam".
  - El Campeonato Hardcore de Boss Man no estaba en juego.
- Triple H derrotó a Vince McMahon en un No Holds Barred Match (29:45).
  - Triple H cubrió a McMahon después de pegarle con un mazo.
  - Durante la lucha Stephanie McMahon interfirió a favor de Vince, sin embargo le costó la victoria al querer golpear ella a Triple H con el mazo dándole tiempo al rival para recuperarse.
  - Luego de la lucha Triple H amago golpear a Stephanie con el mazo pero ambos se abrazaron cambiando esta última a heel.
  - Como resultado, Triple H obtuvo una oportunidad por el Campeonato de la WWF, y si Vince ganaba, el matrimonio de Triple H y Stephanie sería anulado.

### 2000
Armageddon 2000 tuvo lugar el 10 de diciembre de 2000 en el Birmingham-Jefferson Civic Center de Birmingham, Alabama. Su lema fue: "Señor, voy por usted"; ("Lord, I'm coming Home to You") La canción oficial fueron un Remake de Sweet Home Alabama de Lynyrd Skynyrd y "The End" de Jim Johnston.

#### Resultados
- Saturday Night HEAT: Scotty 2 Hotty derrotó a D'Lo Brown.
  - Scotty cubrió a Brown
- The Radicalz (Dean Malenko, Perry Saturn y Eddie Guerrero) (con Terri) derrotaron a The Hardy Boyz (Matt & Jeff) & Lita en un Elimination Match (8:06)
  - Jeff cubrió a Guerrero después de una Swanton Bomb (2:57)
  - Saturn cubrió a Jeff después de un Death Valley driver (3:41)
  - Matt cubrió a Saturn después de un Twist of Fate (5:08)
  - Malenko cubrió Matt después de un Roll-up (5:34)
  - Malenko forzó a Lita a rendirse con un Texas Cloverleaf (8:06)
- William Regal derrotó a Hardcore Holly reteniendo el Campeonato Europeo de la WWF (4:59)
  - Regal cubrió a Holly después de un "Raven Effect DDT" de Raven.
- Val Venis (con Ivory) derrotó a Chyna (5:02).
  - Venis cubrió a Chyna después de un "Big Package".
  - Durante la lucha Ivory interfirió a favor de Venis.
  - Después de la lucha Chyna iba atacar a Ivory pero Venis evitó esto y la atacó.
- Chris Jericho derrotó a Kane en un Last Man Standing Match (17:16)
  - Jericho ganó después de tirarle encima a Kane muchos barriles que le impidieron levantarse
- Edge & Christian derrotaron a The Dudley Boyz (Bubba Ray & D-Von), Right To Censor (Bull Buchanan & The Goodfather) (c) y Road Dogg & R-Truth ganando el Campeonato Mundial en Parejas de la WWF (9:42)
  - Edge cubrió a Bubba Ray después de un Impaler de Christian.
- Chris Benoit derrotó a Billy Gunn ganando el Campeonato Intercontinental de la WWF (10:03)
  - Benoit forzó a Gunn a rendirse con la Crippler Crossface.
- Ivory derrotó a Trish Stratus y Molly Holly reteniendo el Campeonato Femenino de la WWF (2:12)
  - Ivory cubrió a Trish después de que Molly le hiciera a Trish una "Sitout Powerbomb".
  - Después de la lucha, T & A (Test & Albert) intentaron atacar a Molly, pero fue rescatada por Crash Holly y The APA,  quienes hacían su regreso.
- Kurt Angle derrotó a Steve Austin, Triple H, The Undertaker, Rikishi y a The Rock en un Armaggeddon Hell in a Cell reteniendo el Campeonato de la WWF (32:41)
  - Angle cubrió a Rock después de un Stone Cold Stunner de Austin.
  - Después de la lucha, Austin le aplicó un Stone Cold Stunner a Angle.
  - La lucha solo podía ser ganada, tanto pinfall como rendición dentro del ring.
  - Durante la lucha, Vince McMahon interfirió con un camioneta y equipo para derribar la celda, pero fue detenido por el comisionado, Mick Foley y sacado por la seguridad de WWE.
  - Este fue el único Armaggeddon Hell In A Cell de seis hombres en la historia de WWF.

### 2002
Armageddon 2002, tuvo lugar el día 15 de diciembre de 2002 en el Office Depot Center en Ft.Laurdeale, Florida. el tema oficial del evento fue "The End" por Jim Johnston

#### Resultados
- Sunday Night HEAT Match: Jeff Hardy derrotó a D'Lo Brown (4:46)
  - Hardy cubrió a Brown después de un "Diving Crossbody"
- Booker T & Goldust, derrotaron a Chris Jericho & Christian (c), The Dudley Boyz (Bubba Ray & D-Von) y a Lance Storm & William Regal ganando el Campeonato Mundial en Parejas de la WWE. (16:43)
  - Regal cubrió a Bubba después de una "Top Rope Leg Drop" de Storm (5:23)
  - Goldust cubrió a Regal después de una "Director's Cut" (5:32)
  - Booker cubrió a Jericho después de una "Book End" (16:43)
- Edge derrotó a A-Train por descalificación (7:12)
  - A-Train fue descalificado por golpear a Edge con una silla.
  - Después del combate, Edge golpeó a A-Train 7 veces con una silla
- Chris Benoit derrotó a Eddie Guerrero (16:47)
  - Benoit forzo a rendirse a Guerrero con un "Crippler Crossface"
- Batista derrotó a Kane (6:38)
  - Batista cubrió a Kane después de una "Batista Bomb"
- Victoria derrotó a Trish Stratus y a Jacqueline reteniendo el Campeonato Femenino de la WWE (4:28)
  - Victoria cubrió a Jaqueline después de una "Corner Body Avalanche" de Stratus.
- Kurt Angle derrotó a The Big Show (con Paul Heyman) ganando el Campeonato de la WWE (12:36)
  - Angle cubrió a Show después de un "F-5" de Brock Lesnar.
  - Durante la lucha, A-Train atacó a Angle.
  - Durante la lucha Brock Lesnar interfirió persiguiendo a Paul Heyman.
- Triple H derrotó a Shawn Michaels en un Three Stages of Hell Match y ganó el Campeonato Mundial Peso Pesado (35:25)
  - Triple H cubrió a Michaels en un Street Fight Match después de un "Pedigree" (20:33)
  - Michaels cubrió a Triple H en un Steel Cage Match después de un "Diving Splash" sobre una mesa (29:45)
  - Triple H derrotó a Michaels en un Ladder Match después de descolgar el cinturón (35:25).
  - Durante la lucha Ric Flair interfirió a favor de HHH.

### 2003
Armageddon 2003 tuvo lugar el 14 de diciembre de 2003, desde el TD Waterhouse Centre en Orlando, Florida el tema oficial del evento fue "The End" por Jim Johnston

#### Resultados
- Sunday Night HEAT match: Rico (con Miss Jackie) derrotó a Heidenreich (1:28).
  - Rico cubrió a Heidenreich después de una patada en el cuello.
- Booker T derrotó a Mark Henry (con Theodore Long) (9:19)
  - Booker T cubrió a Henry después de un "Axe Kick".
- Randy Orton (con Ric Flair) derrotó a Rob Van Dam (con Mick Foley como árbitro especial) ganando el Campeonato Intercontinental de la WWE (17:59)
  - Orton cubrió a Van Dam después de un "RKO".
- Chris Jericho & Christian derrotaron a Trish Stratus & Lita. (6:37)
  - Christian cubrió a Stratus después de un "Schoolboy".
  - Durante la lucha Lita le dio un "low blow" a Christian posteriormente Lita evitó un "Frog Splash" de Jericho a Stratus.
- Shawn Michaels derrotó a Batista (con Ric Flair) (12:18)
  - Michaels cubrió a Batista tras revertir un "Batista Bomb" a un "Sweet Chin Music".
  - Después de la lucha, Maven y Matt Hardy se atacaron mutuamente hasta que Hardy metió a Maven en el ring y este último fue atacado por Batista, cancelando la lucha entre Maven y Hardy.
- Evolution (Ric Flair & Batista) vencieron en un Tag Team Turmoil match ganando el Campeonato Mundial por Parejas de la WWE (20:48)
  - Los demás participantes eran: The Dudley Boyz (Bubba Ray & D-Von) (c); Rob Conway & René Duprée; Val Venis & Lance Storm; Scott Steiner & Test; Rosey & The Hurricane y Mark Jindrak & Lance Cade.
  - The Hurricane cubrió a Conway después de un "Super Hero Splash". (3:16)
  - Jindrak cubrió a The Hurricane con un "Roll-Up". (3:34)
  - Jindrak cubrió a Venis después de un "Vertical Suplex" de Cade. (7:17)
  - Bubba Ray cubrió a Jindrak después de un "3D". (11:29)
  - D-Von cubrió a Test después de una "Bubba Bomb" de Bubba Ray. (16:38)
  - Batista cubrió a D-Von después de una "Batista Bomb". (20:48)
  - Originalmente The Dudley Boys retuvieron el campeonato, pero el GM de RAW Eric Bischoff introdujo a Flair y Batista, que no iban a participar en la lucha.
- Molly Holly derrotó a Ivory reteniendo el Campeonato Femenino de la WWE (4:23).
  - Molly cubrió a Ivory después de un "Rolling Through".
  - Durante la lucha Holly sacó la protección de un esquinero para que la cabeza de Ivory se impactara más sin embargo fue la cabeza de la propia Holly la que impactó.
- Triple H derrotó a Goldberg (c) y a Kane en un Triple Threat No DQ Match ganando el Campeonato Mundial Peso Pesado (19:28).
  - HHH cubrió a Goldberg después de un "Low Blow" y un "Chokeslam" de Kane.
  - Durante el combate, los demás miembros de Evolution interfirieron a favor de Triple H.

### 2004
Armageddon 2004 tuvo lugar el 12 de diciembre de 2004, desde el Gwinnett Center en Atlanta, Georgia.los temas oficiales del evento fueron "The End" por Jim Johnston y "Robot Invasion" por Ralf Weigand.

#### Resultados
- Sunday Night HEAT: Akio & Billy Kidman derrotaron a Paul London & Chavo Guerrero (5:44).
  - Akio cubrió a Chavo después de un "Spinning Heel-Kick".
- Rob Van Dam & Rey Mysterio derrotaron a René Duprée & Kenzo Suzuki (con Hiroko) reteniendo el Campeonato por Parejas de la WWE (17:12).
  - Van Dam cubrió a Duprée después de un "Five-Star Frog Splash".
- Kurt Angle derrotó a Santa Claus (0:25).
  - Angle forzó a Santa Claus a rendirse con un "Ankle Lock".
- Daniel Puder derrotó a Mike Mizanin en un Dixie Dog Fight match (3:00).
  - Puder ganó por una decisión arbitral.
  - Puder ganó tras un conteo polémico en el que Mizanin se levantó a cuenta de 3.
  - Tras varias repeticiones, los árbitros decidieron que Mizanin se levantó tarde, por lo que Puder ganó el combate.
- The Basham Brothers (Doug & Danny) derrotaron a Hardcore Holly & Charlie Haas (6:50).
  - Danny cubrió a Holly con un "Inside Cradle" tras una distracción de Dawn Marie.
- John Cena derrotó a Jesús (con Carlito Caribbean Cool) en un Street Fight match reteniendo el Campeonato de los Estados Unidos (7:50)
  - Cena cubrió a Jesús después de un "FU".
  - Carlito intervino en el combate atacando a Cena, pero este le realizó un "FU".
  - Durante la entrada de Cena, este hizo debutar un nuevo diseño del Campeonato de los Estados Unidos el cual giraba.
  - Después de la lucha, Carlito intento atacar a Cena con su propia cadena, pero este aplicó un "FU".
- Dawn Marie derrotó a Miss Jackie (con Charlie Haas como árbitro especial) (1:43)
  - Marie cubrió a Jackie con un "Rolling Clutch Pin".
  - Marie agarro el pantalón de Jackie durante el conteo pero Haas hizo el conteo de todos modos.
  - Después del combate, Haas insulto a Marie y a Jackie y las dejó abandonadas en el ring, cambiando a heel.
- The Big Show derrotó a Mark Jindrak, Luther Reigns y Kurt Angle en un Handicap match (9:55).
  - Show cubrió a Jindrak después de un "F-5", haciendo alusión a Brock Lesnar.
- Funaki derrotó a Spike Dudley ganando el Campeonato Peso Crucero de la WWE (9:29)
  - Funaki cubrió a Dudley con un "Bridge Pin".
- John "Bradshaw" Layfield derrotó a Eddie Guerrero, The Undertaker y Booker T reteniendo el Campeonato de la WWE (25:36).
  - JBL cubrió a Booker T después de un "Clothesline from Hell".
  - Durante el combate, Heidenreich interfirió atacando a Undertaker.
  - si Orlando Jordan, Doug Basham y Danny Basham interferían en la lucha a favor de JBL este sería despojado del título.

### 2005
Armageddon 2005 tuvo lugar el 18 de diciembre de 2005 desde el Dunkin' Donuts Center en Providence, Rhode Island.el tema oficial del evento fue "The End" por Jim Johnston.

#### Resultados
- Dark match: Jamie Noble derrotó a Funaki (3:30).
  - Noble obligó a Funaki a rendirse con un "Dragon Sleeper".
- JBL (con Jillian Hall) derrotó a Matt Hardy (6:44).
  - JBL cubrió a Matt tras un "Clothesline from Hell".
- MNM (Johnny Nitro & Joey Mercury) (con Melina) derrotaron a The Mexicools (Super Crazy & Psicosis) (8:55).
  - Mercury cubrió a Crazy tras un "Snapshot".
- Chris Benoit derrotó a Booker T (con Sharmell) (20:09).
  - Benoit obligó a rendirse a Booker T con un "Crippler Crossface".
  - Este combate fue el 4.º combate de un reto Best of 7 for the Vacant por el Campeonato de los Estados Unidos (Después del combate, Booker T vencía por un 3-1).
- Bobby Lashley derrotó a William Regal y a Paul Burchill en un Handicap match (3:38).
  - Lashley cubrió a Burchill tras un "Dominator".
- Kid Kash derrotó a Juventud ganando el Campeonato Peso Crucero (9:25).
  - Kash cubrió a Juventud tras un "Dead Level".
- Los Campeones Mundiales en Pareja The Big Show & Kane derrotaron a Los Campeones en Pareja de la WWE Rey Mysterio & Campeón Mundial Peso Pesado Batista (8:37).
  - Kane cubrió a Mysterio tras un "Chokeslam".
  - Show atacó al árbitro con una "Chokeslam".
  - Tanto el Campeonato Mundial en Parejas como el Campeonato en Parejas de la WWE no estaban en juego.
- The Undertaker derrotó a Randy Orton (con Cowboy Bob Orton) en un Hell in a Cell (30:31).
  - The Undertaker cubrió a Randy tras un "Tombstone Piledriver".
  - Durante la lucha, Bob interfirió a favor de Randy.

### 2006
Armageddon 2006 tuvo lugar el 17 de diciembre de 2006, desde el Richmond Coliseum en Richmond, Virginia. Su lema fue: "El fin... es solo el comienzo"; ("The end... Is only the beginning").el tema oficial del evento fue "The End" por Jim Johnston.

#### Resultados
- Dark match: Vladimir Kozlov derrotó a Scotty 2 Hotty (5:04).
  - Kozlov cubrió a Scotty tras un "Kremlin Krunch".
- Kane derrotó a Montel Vontavious Porter en un Inferno match. (8:21)
  - Kane obtuvo la victoria tras quemar la espalda de MVP fuera del ring.
- Paul London & Brian Kendrick derrotaron a MNM (Johnny Nitro & Joey Mercury) (con Melina), The Hardys (Jeff & Matt) y Dave Taylor & William Regal en un Ladder match reteniendo el Campeonato por Parejas de la WWE (20:13).
  - London descolgó los cinturones, ganando la lucha.
  - Durante la lucha, Mercury sufrió una grave lesión en la nariz tras un golpe con una escalera de parte de Jeff y no pudo continuar el encuentro.
  - Originalmente, la lucha era una lucha normal entre London & Kendrick y Regal & Taylor, pero antes de la lucha Theodore Long la cambió a un ladder match e introdujo a The Hardys y MNM.
- The Boogeyman derrotó a The Miz (2:51).
  - Boogeyman cubrió a The Miz después de un "Falling Chokebomb".
  - Después de la lucha, Boogeyman obligo al Miz a comer gusanos.
- Chris Benoit derrotó a Chavo Guerrero (con Vickie Guerrero) reteniendo el Campeonato de los Estados Unidos (12:14).
  - Benoit forzó a Chavo a rendirse con un "Sharpshooter".
- Gregory Helms derrotó a Jimmy Wang Yang reteniendo el Campeonato Peso Crucero (10:51).
  - Helms cubrió a Wang Yang después de un "Single Knee Facebreaker".
- The Undertaker derrotó a Mr. Kennedy en un Last Ride match (19:08).
  - Undertaker abandonó el escenario en el coche fúnebre con Mr. Kennedy dentro, ganando la lucha.
  - Undertaker se llevó a Mr. Kennedy en el coche fúnebre tras aplicarle un "Tombstone Piledriver".
- John Cena y Batista derrotaron a King Booker's Court (King Booker & Finlay) (con Queen Sharmell) (11:29).
  - Batista cubrió a Booker tras una "Batista Bomb".
  - Durante la lucha, Little Bastard intervino a favor de Booker y Finlay.

### 2007
Armageddon 2007 tuvo lugar el 16 de diciembre de 2007 desde el Mellon Arena en Pittsburgh, Pensilvania.el tema oficial del evento fue "Bed of Nails" (instrumental) por Neil Griffiths & Ronnie Stone

#### Resultados
- Dark match: Jesse & Festus derrotaron a John Morrison & The Miz
  - Jesse y Festus cubrieron a The Miz después de un "Rocket Launcher".
- Rey Mysterio derrotó al Campeón de los Estados Unidos Montel Vontavious Porter por cuenta fuera (11:29)
  - MVP permaneció intencionalmente fuera del ring por más de 10 segundos.
  - Como resultado, MVP retuvo el campeonato.
  - Después de la lucha, Mysterio aplicó un "619" a MVP.
- Mark Henry & Big Daddy V (con Matt Striker) derrotaron a Kane & CM Punk (10:33)
  - Daddy V cubrió a Punk después de un "Ghetto Drop".
- Shawn Michaels derrotó a Mr. Kennedy (15:16)
  - Michaels cubrió a Mr. Kennedy después de una "Sweet Chin Music".
- El Campeón Intercontinental Jeff Hardy derrotó a Triple H (15:23)
  - Jeff cubrió a Triple H con un "Jacknife Roll-up".
  - Jeff recibió una oportunidad por el Campeonato de la WWE en Royal Rumble
  - El Campeonato Intercontinental de Jeff no estaba en juego.
- Finlay (con Hornswoggle) derrotó a The Great Khali (con Ranjin Singh) (6:02)
  - Finlay cubrió a Khali después de golpearlo en la cabeza con un "Shillelagh".
  - Durante la lucha, Hornswoggle interfirió en favor de Finlay.
- Chris Jericho derrotó al Campeón de la WWE Randy Orton por descalificación (15:05)
  - Orton fue descalificado después de que John "Bradshaw" Layfield interfiriera atacando a Jericho.
  - Después de la lucha, Orton aplicó un "RKO" a Jericho.
  - Como resultado, Orton retuvo el campeonato.
- Beth Phoenix derrotó a Mickie James reteniendo el Campeonato Femenino de la WWE (6:40)
  - Phoenix cubrió a James después de un "Fisherman Suplex".
- Edge derrotó a Batista (c) y The Undertaker y ganó el Campeonato Mundial Peso Pesado (13:00)
  - Edge cubrió a Batista después de una "Tombstone Piledriver" de Undertaker.
  - Durante el combate intervinieron Curt Hawkins y Zack Ryder en favor de Edge.

### 2008
Armageddon 2008 tuvo lugar el 14 de diciembre de 2008 desde el HSBC Arena en Buffalo (Nueva York). El Tema oficial del evento fue "Chinese Democracy" de Guns N' Roses.

#### Resultados
- Dark match: John Morrison & The Miz derrotaron a Jesse & Festus
- Vladimir Kozlov derrotó al Campeón Mundial de la ECW Matt Hardy (9:02)
  - Kozlov cubrió a Matt después de un "Iron Courtain".
  - El Campeonato Mundial de la ECW de Matt no estaba en juego.
- CM Punk derrotó a Rey Mysterio (12:15)
  - Punk cubrió a Mysterio después de un "Go To Sleep".
  - Punk ganó una oportunidad por el Campeonato Intercontinental.
  - Este combate fue la final de un torneo por dicha estipulación.
- Finlay derrotó a Mark Henry en un Belfast Brawl (9:39)
  - Finlay cubrió a Henry después de un golpe con el shillelagh.
- Batista derrotó a Randy Orton (18:41)
  - Batista cubrió a Orton después de un "Batista Bomb".
- Maria, Kelly Kelly, Mickie James y Michelle McCool derrotaron a Maryse, Jillian, Victoria y Natalya (4:34)
  - McCool cubrió a Jillian después de un "Faith Breaker".
- John Cena derrotó a Chris Jericho reteniendo el Campeonato Mundial Peso Pesado (15:10)
  - Cena forzó a Jericho a rendirse con la "STF".
- Jeff Hardy derrotó a Edge (c) y Triple H ganando el Campeonato de la WWE (17:20)
  - Jeff cubrió a Edge después de un "Pedigree" de HHH y un "Swanton Bomb".
  - Durante la lucha Vladimir Kozlov interfirió a favor de Edge, atacando a Triple H y a Jeff. Matt Hardy también apareció a favor de su hermano y Triple H, para atacar a Kozlov y a Edge.